# Classeya quadricuspis
Classeya quadricuspis là một loài bướm đêm trong họ Crambidae.